# Zagora (Słowenia)
Zagora – wieś w Słowenii, w gminie Kanal ob Soči. W 2018 roku liczyła 22 mieszkańców.